# Gimnospermes
Les gimnospermes (Gymnospermae, gr. "llavor nua") són un grup de plantes vasculars amb llavor (espermatòfits) amb unes 1000 espècies actuals, entre les quals hi destaquen les coníferes i pins, els ginkgos i les ciques.
Van ser molt més diverses en temps passats, sobre tot entre el Devonià i el Juràssic, amb més de 3000 espècies fòssils. A finals del Mesozoic les gimnospermes van iniciar un fort retrocés coincidint amb l'expansió de les angiospermes.

## Etimologia
Etimològicament el terme prové de les paraules gregues γυμνός “gymnos” i σπέρμα “esperma”, que signifiquen "llavor nua", pel fet que les llavors d'aquestes plantes no estan protegides pel fruit (cosa que sí que ocorre al grup de les angiospermes), sinó que queden lliures en una pinya o en estructures semblants.

## Característiques
El seu nom deriva del fet que les seves llavors es desenvolupen a la superfície d'escates o de fulles, que sovint es modifiquen per formar cons, o de manera solitària com en el teix o el ginkgo. Aquest fet contrasta amb les llavors i els òvuls de les angiospermes, que estan tancades dins d'un ovari.
Les gimnospermes són plantes llenyoses, de fulles en general persistents i sovint reduïdes, que formen boscos a les regions temperades i fredes. El sistema conductor està format per un xilema amb traqueides areolades i un floema que encara no ha desenvolupat tubs cribrosos. Les flors de les gimnospermes són unisexuals i no tenen periant, i es disposen quasi sempre en individus monoics.
Els grans de pol·len són habitualment transportats pel vent (anemofília) fins als primordis seminals, que són directament accessibles al pol·len perquè no estan tancats dins d'un pistil. El microprotal·lus és en general multicel·lular i, en algunes espècies poc evolucionades, produeix encara espermatozoides. El megaprotal·lus, generalment amb arquegonis, també és pluricel·lular i esdevé un endosperma primari actuant com a reserva nutritiva de l’embrió. Com que no hi ha pistils, les llavors no es formen tancades dins d’autèntics fruits (gimnospermes vol dir "llavors nues").

## Taxonomia
Les gimnospermes inclouen quatre grups que, segons els autors, tenen diferent categoria taxonòmica (divisió, subdivisió, classe, amb la corresponent terminació):
- Coníferes (Pinophyta, Pinophytina, Pinopsida). Són arbres o arbusts amb dispersió anemòfila del pol·len i que tenen estròbils, que en el cas de les Pinaceae s'anomenen pinyes. Estan estesos principalment per les regions temperades i fredes del món. Hi destaquen els pins, els avets, els xiprers i els teixos.
- Ginkgos (Ginkgophyta,Ginkgophytina, Ginkgopsida). En l'actualitat només un gènere amb una sola espècie (Ginkgo biloba), un fòssil vivent amb parents clarament propers del període Permià, fa 270 milions d'anys.
- Ciques (Cycadophyta, Cycadophytina, Cycadopsida). Plantes amb aspecte de palmera, amb les quals no estan emparentades.

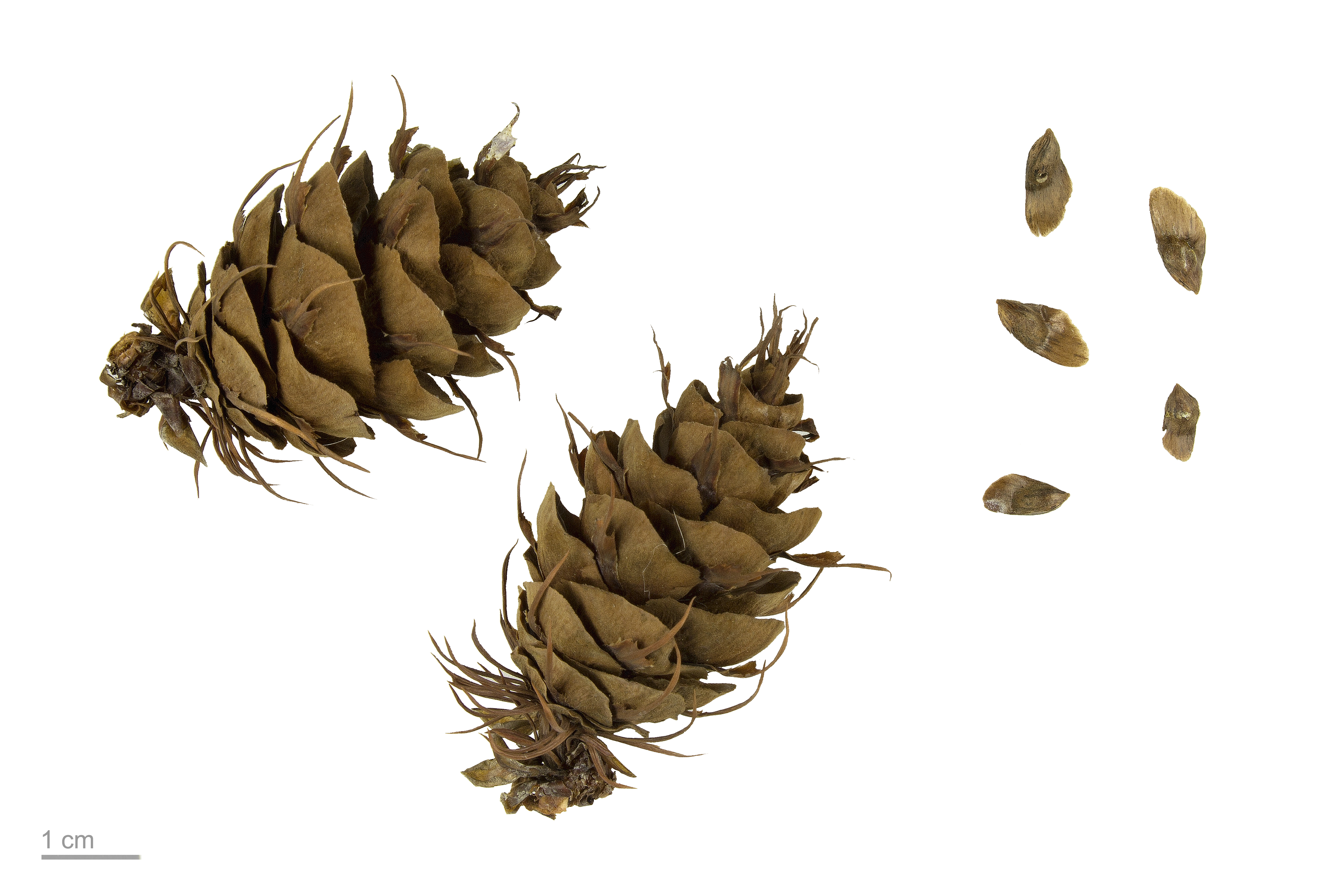
Gnetals (Gnetophyta, Gnetophytina, Gnetopsida). Inclou les efedres i la welwítsquia.  - Pinya i llavors de Pseudotsuga menziesii
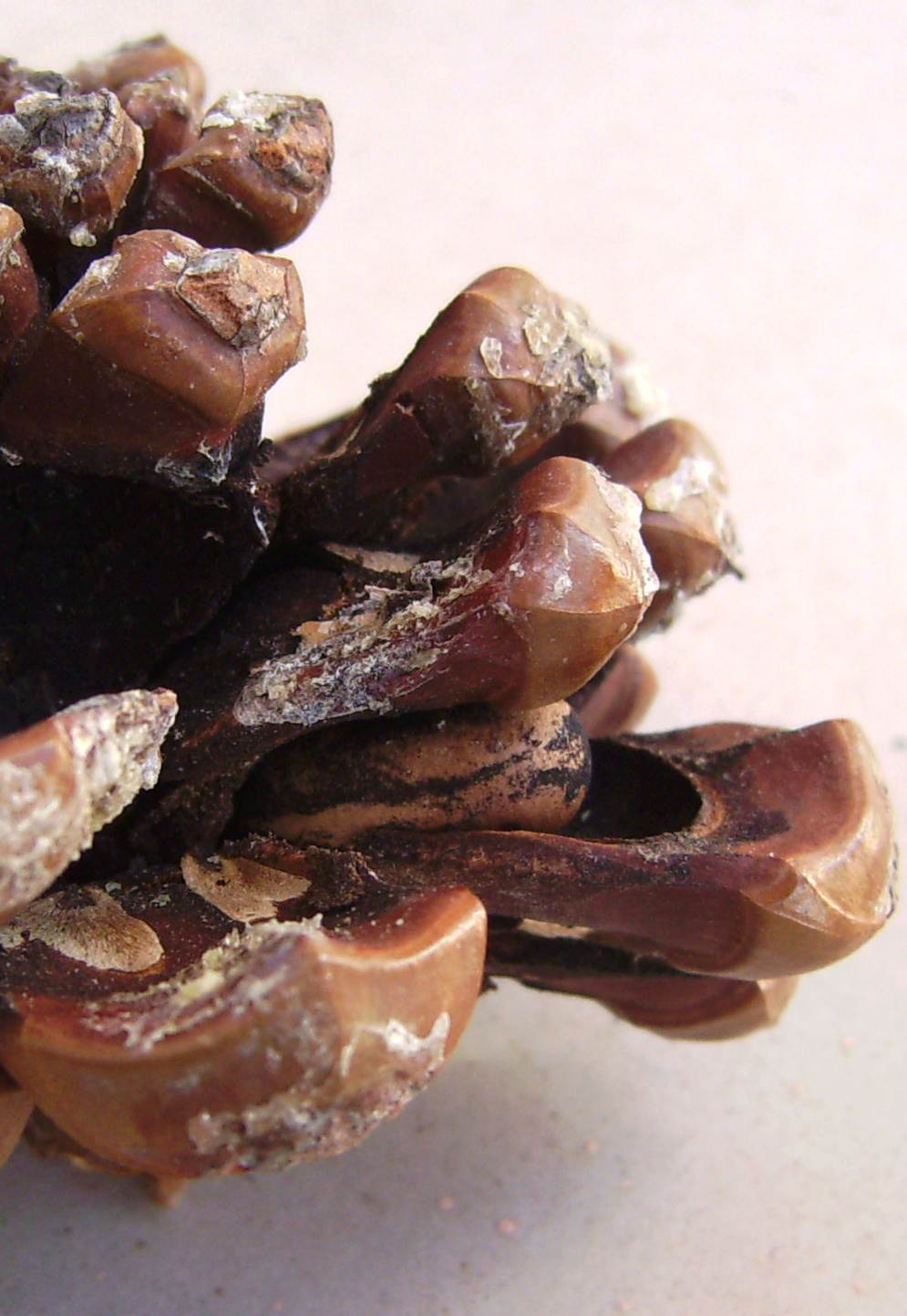
Pinya amb pinyons de Pinus pinea
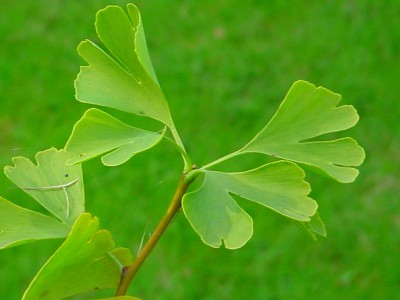
Fulles de ginkgo
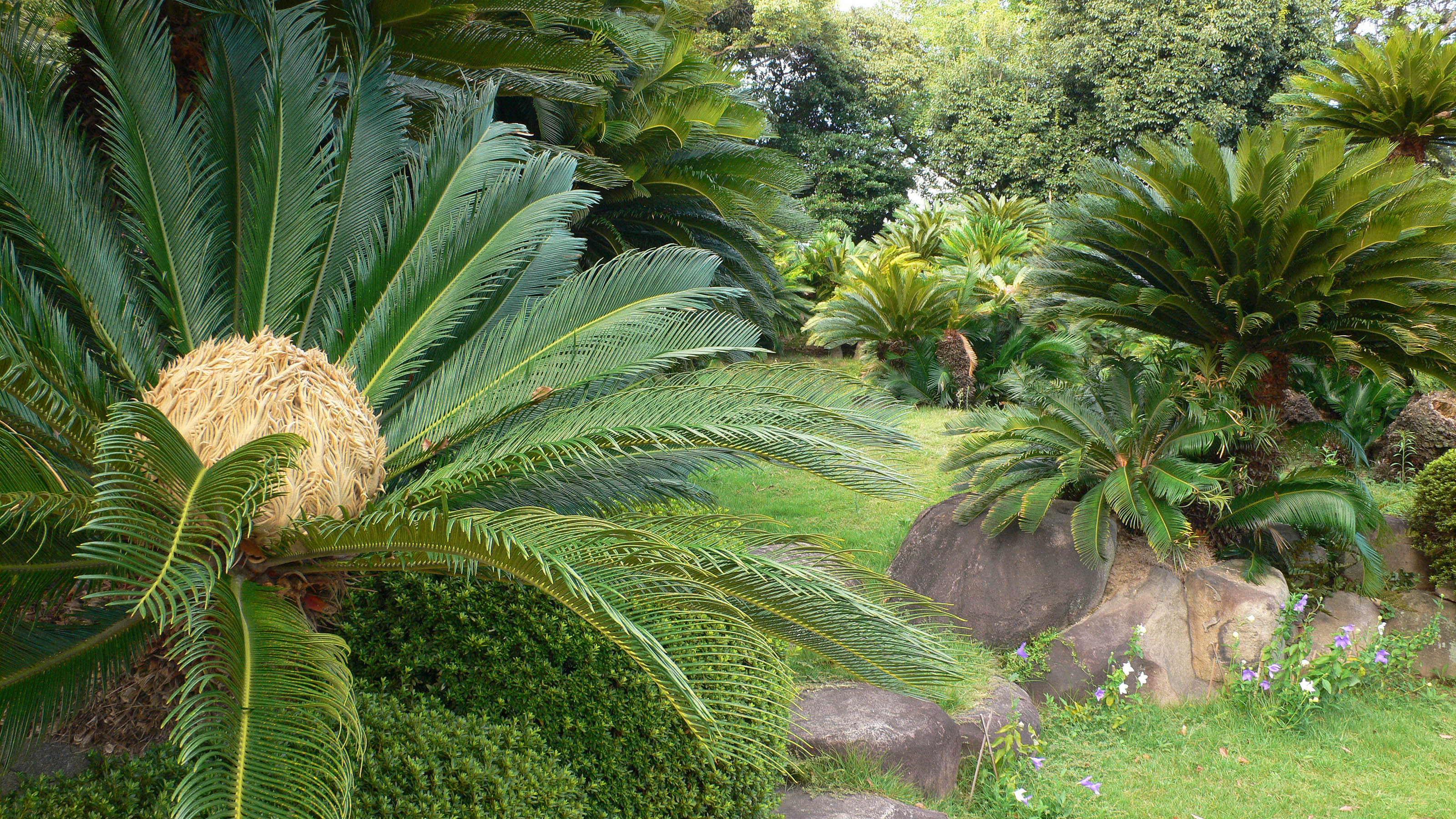
Cica
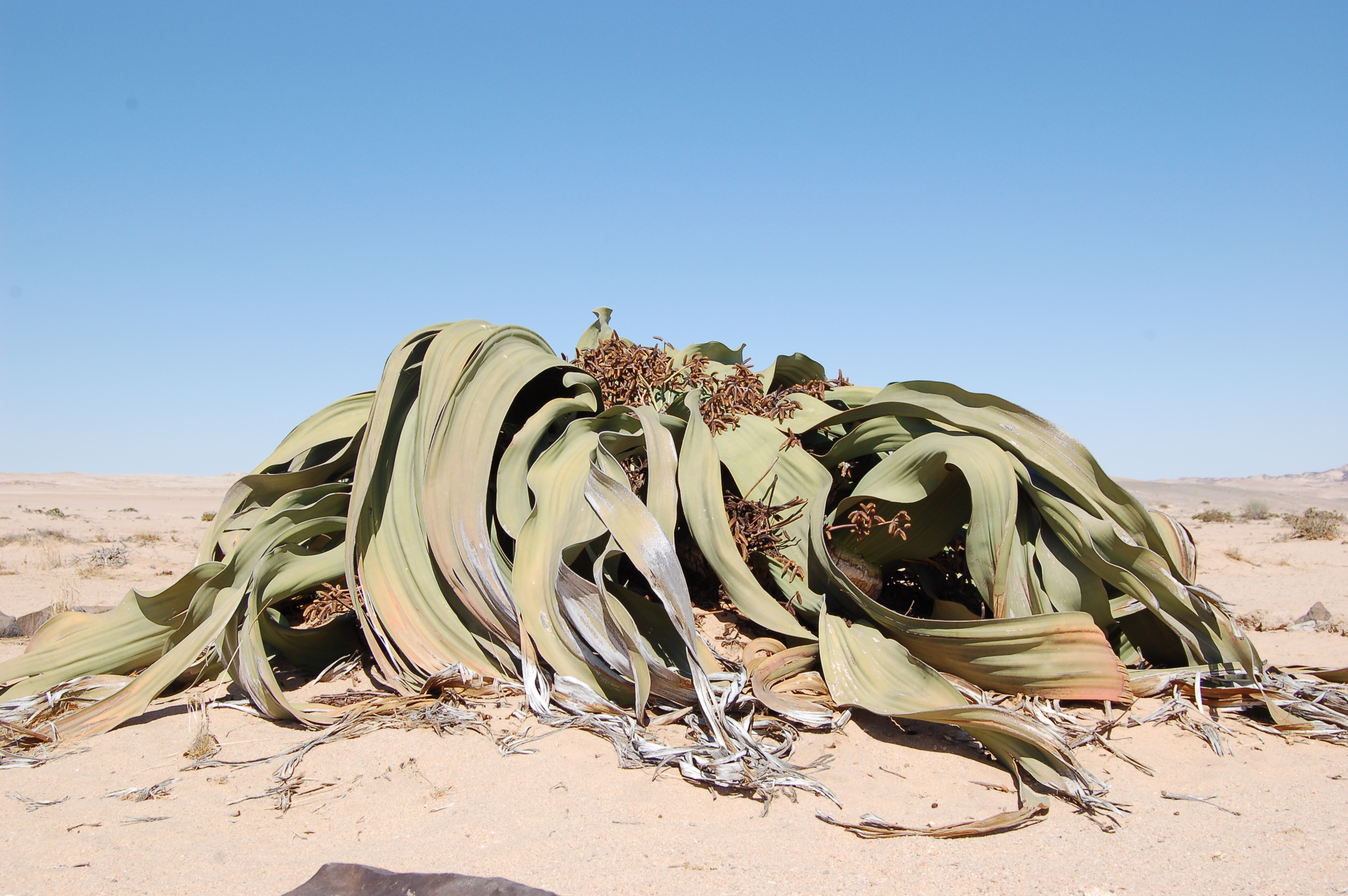
Welwitschia mirabilis
  - Pinya amb pinyons de Pinus pinea
  - Fulles de ginkgo
  - Cica
  - Welwitschia mirabilis